# MORE ELECTRIC
『MORE ELECTRIC』（モア・エレクトリック）は、田原俊彦の20枚目のオリジナル・アルバム。1993年8月4日に、ポニーキャニオン / NAVから発売された。

## 背景
前作『GENTLY』から約1年ぶりのオリジナル・アルバムで、先行シングル「ダンシング・ビースト」を含む、全9曲が収録されている。
田原の妻である向井田彩子と婚約する直前にリリースされ、本作を最後に、翌1994年にジャニーズ事務所を退所し、個人事務所を設立した。

## 音楽性
本作は、ブラックミュージックを基調にし、ファンクやヒップホップを主体に構成されている。CDの帯で、サウンドプロデュースを担当した萩原健太によるコメントが記載されている。
| 「        | R&B、スウィート・ソウル、ヒップホップ…。 クセ物スタッフ陣のちょっと意地悪な挑戦も軽々と、ひょうひょうとモノにして。 その柔軟な感覚に脱帽だ。一生ついていきます。 | 」 |
| —萩原健太 | |    |

## リリース
1993年8月4日に、ポニーキャニオンのNAVレーベルから発売された。

## 批評
| 専門評論家によるレビュー | 専門評論家によるレビュー |
| レビュー・スコア         | レビュー・スコア         |
| 出典                     | 評価                     |
| ------------------------ | ------------------------ |
| CDジャーナル             | 肯定的                   |

『CDジャーナル』は、「大むねオケは黒っぽくカッコいい」と指摘したうえで「いとうせいこう作詞、萩原健太アレンジの『ダンシング・ビースト』が特にカッコよくて、なんかくやしいぞ」と肯定的な評価を下している。

## 収録曲
| #         | タイトル                      | 作詞           | 作曲       | 編曲                                              | 時間  |
| --------- | ----------------------------- | -------------- | ---------- | ------------------------------------------------- | ----- |
| 1.        | 「THE FAKE」                  | 及川眠子       | 羽田一郎   | 羽田一郎                                          | 6:22  |
| 2.        | 「淋しいって言えばいいのに」  | 及川眠子       | 羽田一郎   | 羽田一郎                                          | 4:06  |
| 3.        | 「何でもかんでも I LOVE YOU」 | 松田博幸       | 松田博幸   | 羽田一郎                                          | 3:33  |
| 4.        | 「愛という名の罪」            | 及川眠子       | 玉置浩二   | 柿崎洋一郎                                        | 5:13  |
| 5.        | 「しなやかな共犯」            | 松井五郎       | 都志見隆   | 柿崎洋一郎                                        | 5:22  |
| 6.        | 「ダンシング・ビースト」      | いとうせいこう | 金子隆博   | - 萩原健太 & WARK - ホーンアレンジ: BIG HORNS BEE | 4:32  |
| 7.        | 「ある日俺は鳥になった」      | 松井五郎       | 久保田利伸 | 柿崎洋一郎                                        | 4:39  |
| 8.        | 「永遠の正体」                | 松井五郎       | 久保田利伸 | 柿崎洋一郎                                        | 4:13  |
| 9.        | 「それにしてもDARLIN'」       | 松井五郎       | 都志見隆   | 柿崎洋一郎                                        | 3:45  |
| 合計時間: | 合計時間:                     | 合計時間:      | 合計時間:  | 合計時間:                                         | 41:45 |

## 楽曲解説
1. THE FAKE
2. 淋しいって言えばいいのに
3. 何でもかんでも I LOVE YOU
  - 作詞と作曲を手がけた松田博幸が、1994年にリリースされたアルバム『PRESENT FOR FRIENDS』にてセルフカバーした[4]。
4. 愛という名の罪
5. しなやかな共犯
6. ダンシング・ビースト
  - 先行シングル
7. ある日俺は鳥になった
8. 永遠の正体
9. それにしてもDARLIN'

## 参加ミュージシャン
| THE FAKE - Guitar : 羽田一郎 - Bass : 渡辺教之 - Keyboard : 柿崎洋一郎 - Drums : 小田原豊 - Operator : 迫田到 - Percussion : WHACHO - Flute : 春名正治 - Horn : BIG HORNS BEE - Trumpet : 小林太, 下神竜哉 - Trombone : 河合若葉 - Saxophone : 金子隆博(Courtesy by SONY RECORDS, Inc), 織田浩司 - Chorus : Miki Conway 淋しいって言えばいいのに - Guitar : 羽田一郎 - Bass : 渡辺教之 - Keyboard : 柿崎洋一郎 - Drums : 小田原豊 - Operator : 迫田到 - Percussion : WHACHO - Flute : 春名正治 - Horn : BIG HORNS BEE - Trumpet : 小林太, 下神竜哉 - Trombone : 河合若葉 - Saxophone : 金子隆博(Courtesy by SONY RECORDS, Inc), 織田浩司 - Chorus : Miki Conway 何でもかんでも I LOVE YOU - Guitar : 羽田一郎 - Bass : 渡辺教之 - Keyboard : 柿崎洋一郎 - Drums : 小田原豊 - Operator : 迫田到 - Chorus : 松田博幸(Courtesy by 徳間ジャパンコミュニケーションズ, Inc) 愛という名の罪 - Guitar : 羽田一郎 - Bass : 渡辺教之 - Keyboard & Solo Guitar : 柿崎洋一郎 - Drums : 小田原豊 - Operator : 迫田到 - Chorus : Miki Conway しなやかな共犯 - Guitar : 羽田一郎 - Bass : 渡辺教之 - Keyboard : 柿崎洋一郎 - Drums : 小田原豊 - Operator : 迫田到 - Percussion : WHACHO - Trumpet : 数原晋, 林研一郎 - Trombone : 中川英二郎 - Saxophone : 小池修 - Chorus : Candee, 佐々木久美, 高尾直樹 | ダンシング・ビースト - Guitar：稲葉政裕 - Keyboards : 友成好宏 - Operator : 辻伸夫 - Sound Effect : 佐土井照仁 - Horn : BIG HORNS BEE - Trumpet : 小林太, 下神竜哉 - Trombone : 河合若葉 - Saxophone : 金子隆博(Courtesy by SONY RECORDS, Inc), 織田浩司 - Chorus : AMAZONS(Courtesy by FOR LIFE RECORDS, Inc), DA BRONX 2694, BIG HORNS BEE, WARK, いとうせいこう ある日俺は鳥になった - Guitar : 羽田一郎 - Bass : 渡辺教之 - Keyboard : 柿崎洋一郎 - Drums : 小田原豊 - Operator : 迫田到 - Percussion : WHACHO - Chorus : Candee, 佐々木久美, 高尾直樹 永遠の正体 - Guitar : 羽田一郎 - Bass : 渡辺教之 - Keyboard : 柿崎洋一郎 - Drums : 小田原豊 - Operator : 迫田到 - Percussion : WHACHO - Chorus : Candee, 佐々木久美, 高尾直樹 それにしてもDARLIN' - Guitar : 羽田一郎 - Bass : 渡辺教之 - Keyboard : 柿崎洋一郎 - Drums : 小田原豊 - Operator : 迫田到 - Percussion : WHACHO - Trumpet : 数原晋, 林研一郎 - Trombone : 中川英二郎 - Saxophone : 小池修 - Chorus : Candee, 佐々木久美, 高尾直樹 |